# Омон Матжон
Омон Матжон (узб. Omon Matjon; настоящее имя — Омон Матчонов (узб. Omon Matchonov), 14 февраля 1943, Гурленский район, Хорезмская область, Узбекская ССР — 29 октября 2020, Ташкент, Узбекистан) — советский, узбекский поэт. Народный поэт Узбекистана.

## Биография
Омон Матчонов родился 14 февраля 1943 года в Гурленском районе Хорезмской области. В 1969 году окончил филологический факультет Самаркандского государственного университета. После окончания ВУЗа поступил на работу редактором в издательство «Литература и искусство» имени Гафура Гуляма, позднее возглавил отдел, в общей сложности проработав в издательстве 16 лет. С 1985 по 1991 годы работал главным редактором журнала «Ёшлик».
В 1991 году Омон Матжон перешёл на работу в аппарат Президента Республики Узбекистан. В 1994 году был назначен заместителем председателя Государственного комитета по печати, на этой должности он проработал до 1999 года. С 1999 по 2001 годы возглавлял издательство «Чулпон». С 2001 года был главным редактором журнала «Гульхан».
Омон Матжон скончался 29 октября 2020 года в Ташкенте.

## Творчество
Омон Матжон впервые опубликовался в 1965 году. В дальнейшем регулярно выходили стихотворные сборники поэта: узб. Karvon qoʻngʻirogʻi («Колокол каравана», 1973), узб. Quyosh soati («Солнечные часы», 1974), узб. Yonayotgan daraxt («Горящее дерево», 1976), узб. Yarador chaqmoq («Раненная молния», 1977), узб. Seni yaxshi koʻraman («Я люблю тебя», 1981), узб. Daraxtlar va giyohlar («Деревья и цветы», 1984), узб. Oʻrtamizda birgina olma (1990), узб. Odamning soyasi quyoshga tushdi (1991), узб. Qush yoʻli (1993), узб. Iymon yogʻdusi (1994). В 2000 году увидело свет произведение поэта «Ардахива», написанное в честь 2700-летия книги «Авеста», а в 2002 году сборник узб. Xoja Ahror ziyoratlari, посвящённый жизни и творчеству Ходжи Ахрора вали. 
Омон Матжон обогатил узбекскую поэзию лексическими элементами и музыкальными тонами, характерными для хорезмского региона, а также переосмыслил наследие оставленное великими узбекскими поэтами прошлого, к таким произведениям относятся: уникальная художественная интерпретация народных сказаний Хорезма узб. Haqqush qichqirigʻi (40 легенд, 1979), сборник стихов, посвященный противоречивому образу советской республики в преддверии независимости узб. Gaplashadigan vaqtlar (1986), а также драматические эпопеи о великих деятелях узбекского народа, вышедших из Хорезма: «Пахлавон Махмуд» (1975), «Беруний» (1977), сборник узб. Ming bir yogʻdu (1982) написанный под влиянием «Хамсы» Алишера Навои.
Перевёл на узбекский язык произведения классиков мировой и русской литературы, таких как Ф. Шиллер, Ш. Бодлер, Е. А. Евтушенко, Р. Г. Гамзатов, Ш. Петёфи, Ю. Марцинкявичюс, Б. Кербабаев и многих других.

## Награды
- Народный поэт Узбекистана (1993)
- Государственная премия Узбекской ССР имени Хамзы (1989)[5]